# Le libéralisme est un péché
Le libéralisme est un péché (titre original en espagnol : El liberalismo es pecado) est un opuscule écrit par Félix Sardá y Salvany en 1884 qui connut une large diffusion. Il était inspiré par El catolicismo liberal (1875) de Gabino Tejado et d'autres écrits du même auteur publiés dans le journal traditionaliste El Siglo Futuro.
La thèse essentielle de l'ouvrage est la condamnation du libéralisme comme un péché, contraire à la foi chrétienne. Il se fait ainsi le reflet d'une posture catholique caractéristique du traditionalisme de l'Espagne de cette époque — fin du Sexennat révolutionnaire et début de la Restauration —, défendue par le courant politique et intellectuel dit néo-catholique, qui inspira par la suite carlistes et intégristes (un groupe interne du carlisme, qui donna lieu ultérieurement à une scission). Sa base doctrinale est l'encyclique de Grégoire XVI Mirari vos (1832) et le Syllabus de Pie IX (1864).
Le livre suscita l'opposition de Celestino de Pazos, qui lui répondit avec Proceso del integrismo (« Procès de l'Intégrisme »), publié à Madrid l'année suivante. Cet affrontement donna lieu à un débat houleux, à tel point tel qu'il dut être résolu par la Congrégation de l'Index, qui fit l'éloge du texte de Sardá i Salvany.
Le livret comme celui de de Pazos furent critiqués pour le ton employé.